# Lijst van Eurocommissarissen voor Onderwijs
De functie van Europees commissaris voor Onderwijs is sinds het aantreden van de commissie-Ortoli (1973) een functie binnen de Europese Commissie. Door de jaren heen heeft de functie diverse benamingen gekend. In de commissie-Barroso I (2004-10) werd de functie aangeduid als commissaris voor Opleidingen. In de Commissie-Von der Leyen (2019-2024) viel het directoraat-generaal “Onderwijs, Jongerenzaken, Sport en Cultuur” onder de verantwoordelijkheid van de Commissaris voor Innovatie, Onderzoek, Cultuur, Onderwijs en Jeugd,

## Commissarissen
|  | Naam                | Lidstaat            | Nationale partij | Periode   | Commissies     |
|  | ------------------- | ------------------- | ---------------- | --------- | -------------- |
|  | Ralf Dahrendorf     | Duitsland           | FDP              | 1973-1974 | Ortoli         |
|  | Guido Brunner       | Duitsland           | FDP              | 1974-1981 | Ortoli Jenkins |
|  | Ivor Richard        | Verenigd Koninkrijk | Labour Party     | 1981-1985 | Thorn          |
|  | Peter Sutherland    | Ierland             | Fine Gael        | 1985-1986 | Delors I       |
|  | Manuel Marín        | Spanje              | PSOE             | 1986-1989 | Delors I       |
|  | Vasso Papandréou    | Griekenland         | PASOK            | 1989-1993 | Delors II      |
|  | Antonio Ruberti     | Italië              | PSI              | 1993-1995 | Delors III     |
|  | Édith Cresson       | Frankrijk           | PS               | 1995-1999 | Santer         |
|  | Viviane Reding      | Luxemburg           | CSV              | 1999-2004 | Prodi          |
|  | Ján Figeľ           | Slowakije           | KDH              | 2004-2009 | Barroso I      |
|  | Maroš Šefčovič      | Slowakije           | SMER             | 2009-2010 | Barroso I      |
|  | Androulla Vassiliou | Cyprus              | ED               | 2010-2014 | Barroso II     |
|  | Tibor Navracsics    | Hongarije           | Fidesz           | 2014-2019 | Juncker        |